# Великолесье
Великолесье — деревня в Краснинском районе Смоленской области России. Входит в состав Малеевского сельского поселения. Население — 28 жителей (2007 год).
Расположена в западной части области в 10 км к юго-востоку от Красного, в 12 км южнее автодороги Р135 (Смоленск — Красный — Гусино), на берегу реки Лосвинка. В 28 км северо-западнее деревни расположена железнодорожная станция Гусино на линии Москва — Минск.
К деревне ведёт дорога с твёрдым покрытием.

## История
В годы Великой Отечественной войны деревня была оккупирована гитлеровскими войсками в июле 1941 года, освобождена в сентябре 1943 года.